# Apamea nigrobrunnea
Apamea nigrobrunnea är en fjärilsart som beskrevs av Hoffmann 1916. Apamea nigrobrunnea ingår i släktet Apamea och familjen nattflyn. Inga underarter finns listade i Catalogue of Life.